# Worthington (Wielki Manchester)
Worthington – wieś w Anglii, w hrabstwie ceremonialnym Wielki Manchester, w dystrykcie metropolitalnym Wigan. Leży 32 km na północny zachód od centrum miasta Manchester. W 2001 miejscowość liczyła 135 mieszkańców.